# Gran Premio Industria e Artigianato 1990
Il Gran Premio Industria e Artigianato 1990, ventiquattresima edizione della corsa e quattordicesima con questa denominazione, si svolse il 20 giugno su un percorso di 218 km, con partenza e arrivo a Larciano. Fu vinto dal russo Dmitrij Konyšev della Alfa Lum davanti all'italiano Massimo Ghirotto e al venezuelano Leonardo Sierra.

## Ordine d'arrivo (Top 10)
| Pos. | Corridore           | Squadra               | Tempo    |
| ---- | ------------------- | --------------------- | -------- |
| 1    | Dmitrij Konyšev     | Alfa Lum              | 5h47'00" |
| 2    | Massimo Ghirotto    | Carrera-Vagabond      |          |
| 3    | Leonardo Sierra     | Selle Italia-Eurocar  |          |
| 4    | Enrico Zaina        | Carrera-Vagabond      |          |
| 5    | Angelo Canzonieri   | Gis Gelati-Benotto    |          |
| 6    | Claudio Chiappucci  | Carrera-Vagabond      |          |
| 7    | Stefano Della Santa | Amore & Vita-Fanini   |          |
| 8    | Massimo Podenzana   | Italbonifica-Navigare |          |
| 9    | Maurizio Vandelli   | Gis Gelati-Benotto    |          |
| 10   | Massimiliano Lelli  | Ariostea              |          |